# Бедайр, Саид
Саид Сайед Бедайр  (араб. سعيد السيد بدير‎;J4 января 1949 — 14 июля 1989) — египетский учёный в области электротехники, электроники и микроволновой техники и полковник в египетской армии. Он получил степени бакалавра и магистра в Египетский военно-технический колледж. в Каире. Бедайр получил докторскую степень в Кентском университете в Великобритании. Он работал исследователем в университете Дуйсбурга — Эссена в Германии под руководством проф. Инго Волфа.. Он умер 14 июля 1989 года в Александрии, Египет, при невыясненных обстоятельствах.

## Личная жизнь
Отец Саида, Эль-Сайед Бедайр, египетский писатель, актер и режиссер. Его мачеха — певица и актриса Шарифа Фадель.. Был женат, имел двух сыновей.

## Карьера
Бедайр получил степень бакалавра (с отличием первой степени) в Военно-техническом колледже в июне 1972 года. В июле 1976 года он получил первую степень магистра, присужденную Военно-техническим колледжем. Работал в Лаборатории электроники Кентского университета в Кентербери (Англия) с апреля 1978 года по июль 1982 года, где получил степень доктора философии в июле 1981 года. Бедайр был членом преподавательского состава технического колледжа с июня 1972 года по декабрь 1982 года. В январе 1983 года присоединился к ВВС Египта, где проработал в Департаменте исследований и технических разработок до июля 1987 года. В августе 1987 года он стал участвовать в исследовательском проекте, связанном с проектированию и изготовлению различных монолитных интегральных СВЧ-устройств на кафедре электротехники университета Дуйсбурга — Эссена (Германия). Его опыт охватывал несколько аспектов электротехники и электроники.

## Его смерть
Во время пребывания в квартире своего брата в Чезаре в Александрии 14 июля 1989 года он упал насмерть с балкона при невыясненных обстоятельствах. Его вены были разрезаны, а в квартире обнаружена утечка газа. Неясно, как умер Саид Бедайр. Многие арабские и египетские источники утверждают, что это было убийство, замаскированное под самоубийство, и что он был убит Моссад. Его жена отвергла возможность самоубийства.